# بنيامين ويلسون (رسام)
بنيامين ويلسون (بالإنجليزية: Benjamin Wilson)‏ (21 يونيو 1721 - 6 يونيو 1788) كان عالم ورسام ومصمم مطبوعات إنجليزي.